# Noctívago demacrado
Los noctívagos demacrados son unos seres ficticios ideados por Lovecraft. Son monstruos que carecen de inteligencia superior, si bien pueden acatar normas sencillas. De figuras delagadas y viscosas, tienen alas membranosas, cuernos y colas llenas de púas. Habitan en los abismos que separan las regiones de los gules en el mundo de los sueños, siendo aliados de estos. Evitan que sus presas se contorsionen e intenten escapar mediante cosquillas.
Estos seres fueron la génesis del resto de la mitología lovecraftiana, apareciéndosele de niño en sus pesadillas. En sus cartas afirmó haberlos soñado a partir de unas ilustraciones de Doré.

## Relatos en los que aparecen
- La búsqueda en sueños de la ignota Kadath (en inglés: The Dream-Quest of Unknown Kadath)